# Jürgen Kühl (Leichtathlet)
Jürgen Kühl (* 30. November 1934 in Hamburg; † 3. August 2020) war ein deutscher Sprinter, der sich auf den 400-Meter-Lauf spezialisiert hatte.
Bei den Olympischen Spielen 1956 in Melbourne erreichte er über 400 Meter das Viertelfinale und wurde Vierter in der 4-mal-400-Meter-Staffel.
1957 wurde er Deutscher Meister und 1956 sowie 1957 Deutscher Hallenmeister. Seine persönliche Bestleistung von 47,4 s stellte er 1956 auf.
1958 erzwangen anhaltende Kniebeschwerden sein frühes Karriereende. 
Jürgen Kühl startete für Spiel und Sport Bergedorf (SuS Bergedorf), einem Vorgängerverein der TSG Bergedorf.